# Grange aux dîmes (Montigny-le-Guesdier)

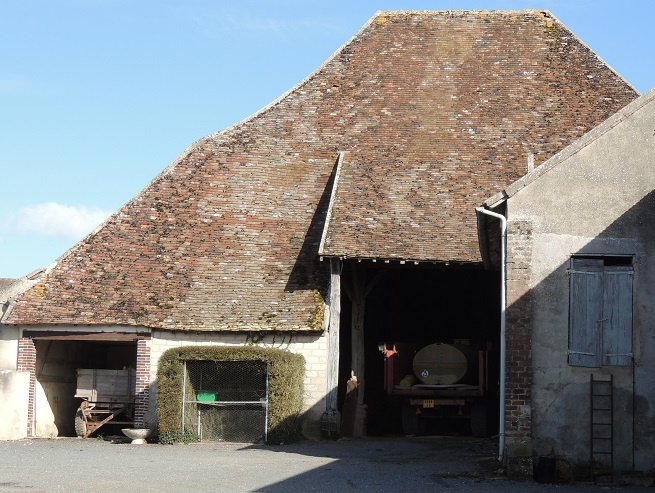
Grange aux dîmes in Montigny-le-Guesdier

Die Grange aux dîmes in Montigny-le-Guesdier, einer französischen Gemeinde im Département Seine-et-Marne in der Region Île-de-France, wurde in der zweiten Hälfte des 16. Jahrhunderts errichtet.
Die Zehntscheune steht seit 1997 als Monument historique auf der Liste der Baudenkmäler in Frankreich.
Sie gehört zum Bauernhof Malesherbes. Die Zehntscheune diente der Grundherrschaft, dem Kapitel der Kathedrale von Sens, bis zur Französischen Revolution zur Lagerung des Zehnten. Das Gebäude in Fachwerkbauweise besitzt ein weit heruntergezogenes Pyramidendach.